# Mikhail Petrovich Zubchuk
Mikhail Petrovich Zubchuk (tiếng Nga: Михаил Петрович Зубчук;22 tháng 11 năm 1967 – 9 tháng 11 năm 2015) là một cầu thủ bóng đá người Nga.